# Ranoidea citropa
Espèce
Synonymes
- Hyla citripoda Péron, 1807
- Dryopsophus citropus Péron, 1807
- Dendrohyas citropa (Tschudi, 1838)
- Litoria citropa (Tschudi, 1838)
- Hyla jenolanensis Copland, 1957
- Litoria jenolanensis (Copland, 1957)

Statut de conservation UICN

 LC  : Préoccupation mineure
Ranoidea citropa est une espèce d'amphibiens de la famille des Pelodryadidae.

## Répartition

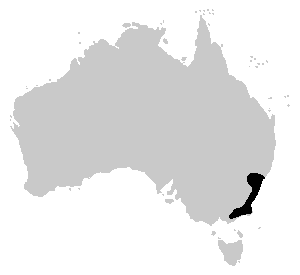
Répartition de Ranoidea citropa

Cette espèce est endémique d'Australie. Elle se rencontre de la moitié Est de la Nouvelle-Galles du Sud à l'Est de l'État de Victoria entre 100 et 800 m d'altitude le long de la côte Est ce qui représente 68 000 km2.

## Description

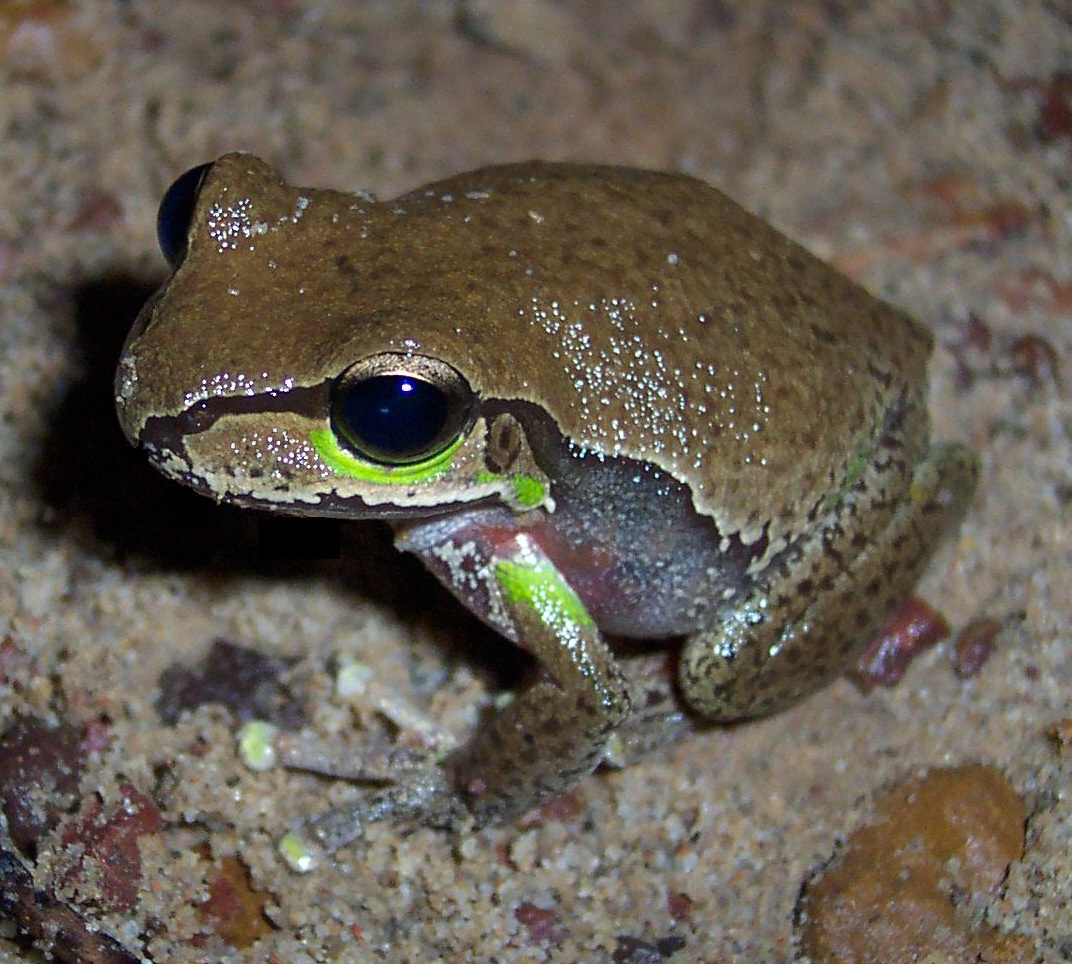
Ranoidea citropa de coloration brune

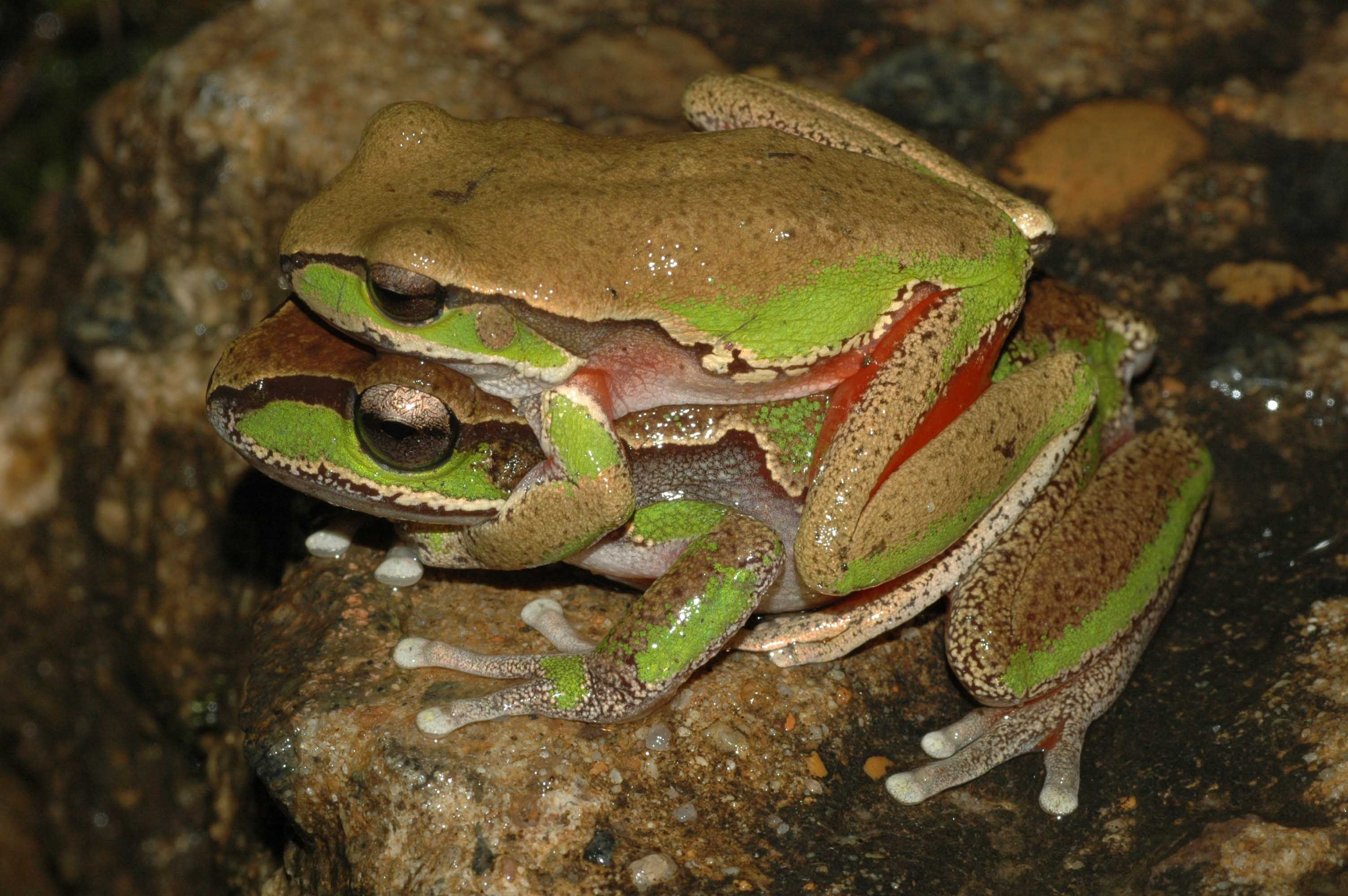
Amplexus de Ranoidea citropa

Les mâles mesurent de 47 à 57 mm et les femelles de 56 à 62 mm.

## Publication originale
- Péron, 1807 : Voyage de Découvertes aux Terres Australes, exécuté par ordre de sa majesté l'Empereur et Roi, sur les Corvettes la Géographe, la Naturaliste et la Goulette le Casuarina, pendant les années 1800, 1801, 1803 et 1804. vol. 1. Paris, Imprimerie impériale.